# Fabryka Papieru „Szczecin-Skolwin”

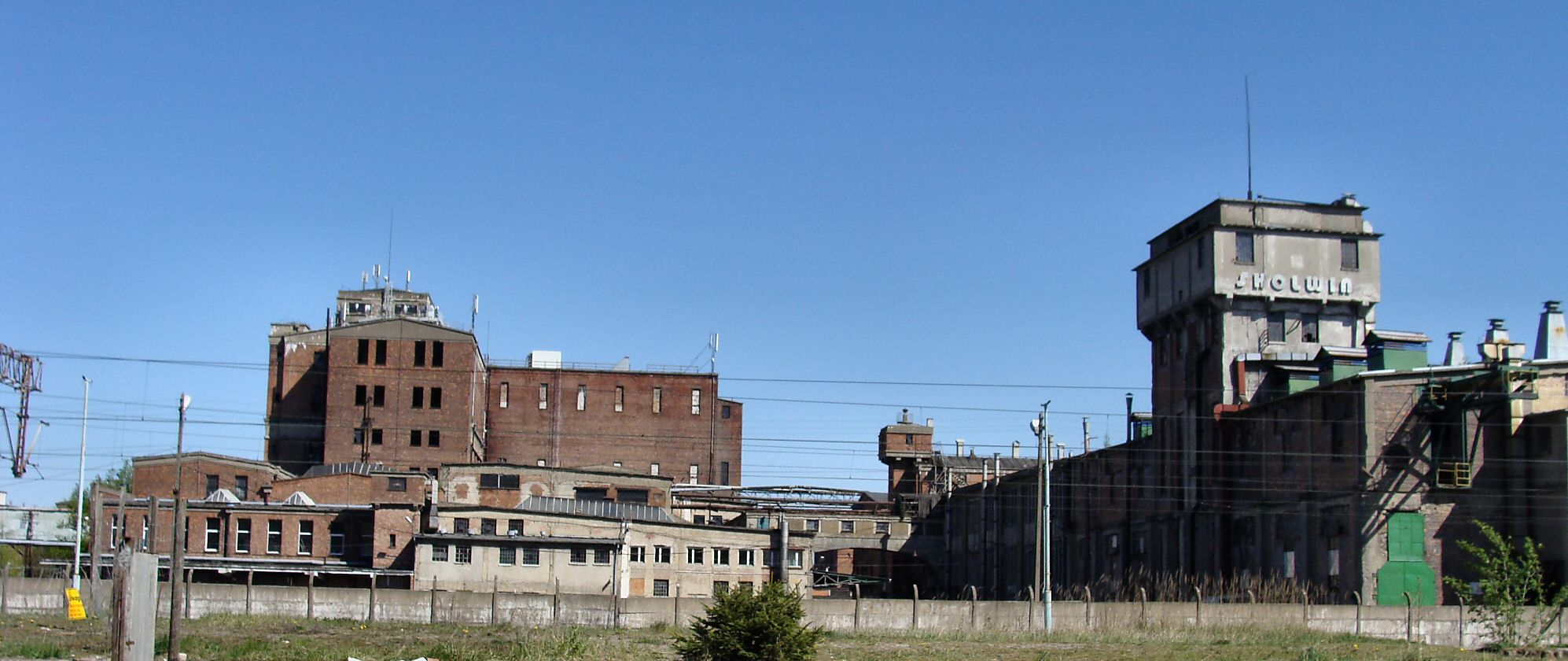
Opuszczone budynki byłej Fabryki Papieru, kwiecień 2009

Fabryka Papieru APIS – dawniej „Skolwin” – papiernia w Skolwinie — północnej dzielnicy Szczecina.
Produkcję rozpoczęła w 1911 jako Feldmühle, Papier- und Zellstoffwerke, Scholwin bei Stettin i była ówcześnie największą w Europie fabryką papieru. Odbudowana po wojnie wznowiła produkcję w 1952. W okresie późniejszym produkcja odbywała się na pięciu maszynach papierniczych: MP-1 i MP-2 (wytwarzały papier gazetowy), MP-3 (papier śniadaniowy), MP-4 (tekturę, szary papier pakowy), MP-5 (papier toaletowy). Na osobnej linii produkowano wytłaczanki oraz watę drzewną. W szczycie zatrudniała ok. 1600 osób. 
Do czasu przejęcia fabryki przez duński dom wydawniczy Norhaven A/S w grudniu 2005, w papierni pracowały maszyny MP-1, MP-3, i MP-5. Inwestor zmodernizował jedynie MP-1, przystosowując ją do produkcji papieru książkowego, przy jednoczesnej możliwości produkcji papieru gazetowego, natomiast MP-3 i MP-5 zatrzymał. Brak środków na nakłady inwestycyjne na pozostałą część infrastruktury zakładu (kotłownię, ścieralnię włókna drzewnego, linię recyklingu makulatury, budynki) postawiło go wobec konieczności wstrzymania produkcji w Skolwin Paper International w listopadzie 2007 i ogłoszenia likwidacji papierni oraz zwolnienia 250 osób z dniem 1 lutego 2008.
W październiku 2015 roku spółka Apis, dzięki pożyczce z Inicjatywy Jessica oraz wsparciu Zachodniopomorskiego Uniwersytetu Technologicznego w Szczecinie, planowała reaktywację papierni. Na rewitalizację fabryki przeznaczono 4,6 mln zł. Według stanu na początek września 2015 roku, w fabryce zatrudnionych było 90 osób.
Od początku 2016 na terenach dawnej papierni zakupionych przez spółkę APIS, wytwarzane są brązowe papiery makulaturowe do produkcji tektur falistych. Zatrudnienie znalazło ok. 120 osób – również pracowników byłej fabryki papieru Skolwin.